# Keselet
Keselet is een bestuurslaag in het regentschap Oost-Lombok van de provincie West-Nusa Tenggara, Indonesië. Keselet telt 5552 inwoners (volkstelling 2010).